# 美国国家航空航天局第二十二组宇航员

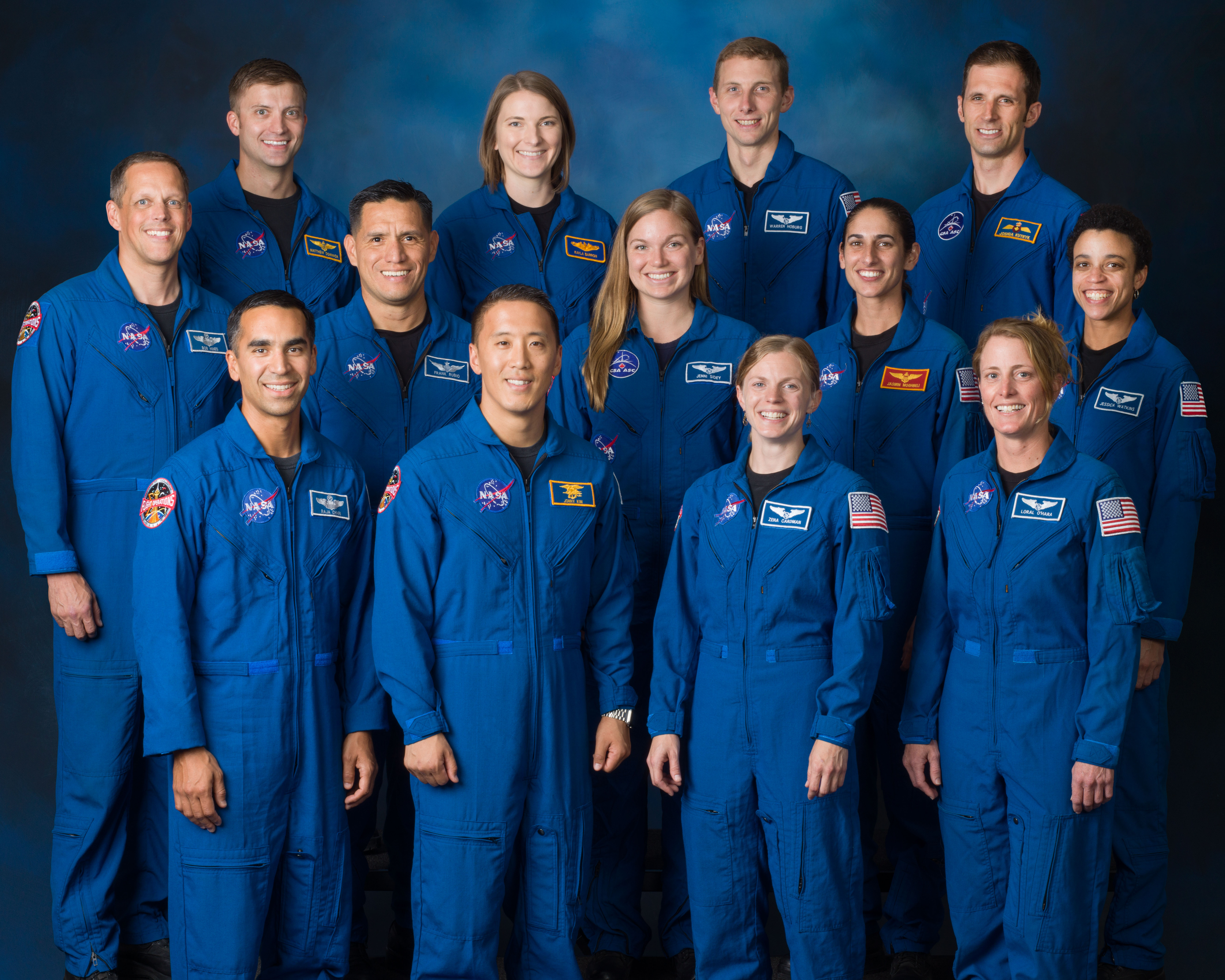

美国国家航空航天局第二十二组宇航员（昵称为“乌龟”），是在2017年6月被选中的十二名美国国家航空航天局宇航员。他们与两名加拿大太空局宇航员一起接受训练。

## 历史

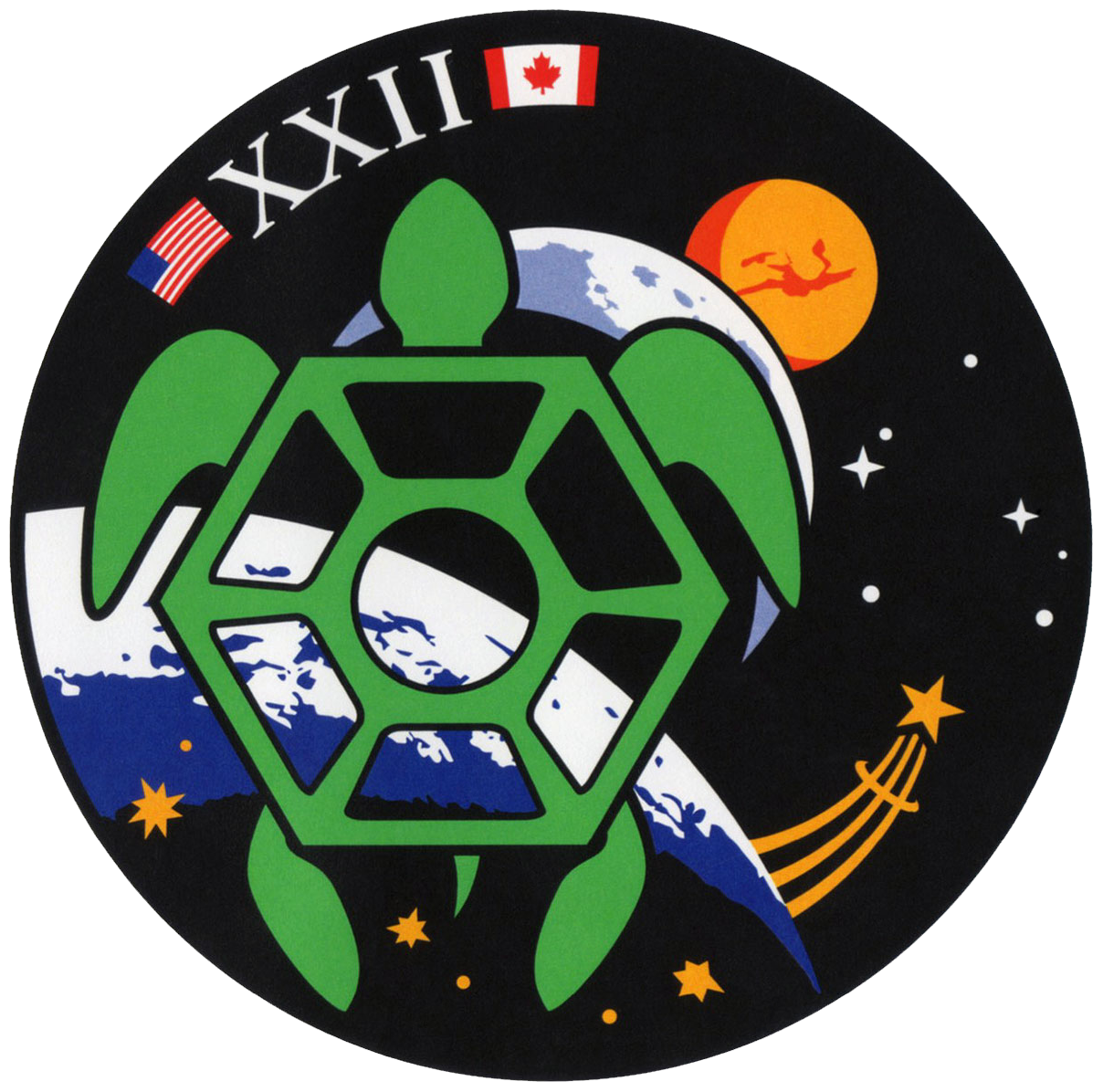
团队臂章

美国国家航空航天局2015年11月宣布成立该宇航员小组，并在2015年12月至2016年2月期间接受宇航员招聘申请。
收到的申请数量创历史新高，超过18300份。2017年6月7日，公开宣布了最终入选的12名候选人。
 在约翰逊航天中心举行的新闻发布会上，美国副总统迈克·彭斯介绍了这批成员。宣布时，7男6女的年龄从29岁到42岁不等。
第22组候选宇航员于2017年8月抵达位于休斯敦的林登·约翰逊太空中心接受训练，2020年1月，为期约两年的训练计划结束后，他们将会执行未来的任务。
他们在抵达NASA后不久就遭遇了哈维飓风带来的洪水，因此获得了"海龟"（Turtles）的绰号。 根据美国国家航空航天局的传统，这个名字是由之前的宇航员小组“八球”（Eight Balls）取的。
这个宇航员组的首批宇航员飞向太空是拉贾·查里和凯拉·巴伦，他们乘坐SpaceX載人3號。他们带了一个玩具填充的乌龟作为零重力指示器，以向他们的宇航员组致敬。

## 成員
- 凯拉·巴伦，出生于1987年:  美國海軍中尉司令官[6]
  - 任务专家, SpaceX載人3號 (遠征66/67)
- 泽娜·卡德曼（英语：Zena Cardman），出生于1987年: 生物学家
  - 指挥官, SpaceX載人11號 (遠征73/74)
- 拉贾·查里，出生于1977年: 美国空军上校
  - 指挥官, SpaceX載人3號 (遠征66/67)
- 马修·多米尼克，出生于1981年: 美国海军指挥官[7]
  - 指挥官, SpaceX載人8號 (遠征70/71)
- 罗伯特·海因斯，出生于1975年: NASA 研究飞行员
  - 飞行员, SpaceX載人4號 (遠征67)
- 沃伦·霍伯格，出生于1985年: 麻省理工学院航空航天副教授
  - 飞行员, SpaceX載人6號 (远征68/69)
- 金喬尼，出生于1984年: 美国海军少校，医生，前海豹部隊队员
  - 任务专家, 联盟MS-27 (远征72/73)
- 贾斯敏·莫赫贝里，出生于1983年: 美国海军陆战队中校
  - 指挥官, SpaceX載人7號 (远征69/70)
- 罗拉尔·奥哈拉，出生于1983年: 伍兹霍尔海洋研究所科研工程师
  - 任务专家, 联盟MS-24 (远征69/70)
- 弗朗西斯科·卢比奥，出生于1975年: 美国陆军少校医生
  - 任务专家, 联盟MS-22/联盟MS-23 (遠征67/68/69)[8]
- 杰西卡·沃特金斯，出生于1988年: 加州理工學院博士后
  - 任务专家, SpaceX載人4號 (遠征67/68)[9]

## 加拿大合作宇航员
美国宇航员与两名加拿大宇航员候选人一起接受训练：
- 约书亚·库特里克（英语：Joshua Kutryk），出生于1982年: 加拿大皇家空軍中校，试飞员，战斗机飞行员，工程师
- 詹妮·塞迪-吉本斯（英语：Jenni Sidey-Gibbons），出生于1988年: 机械工程师、燃烧科学家和讲师。[10]

## 前成員
- 罗布·库林（英语：Robb Kulin），出生于1983年: SpaceX发射首席工程师 - 2018年8月在完成培训之前退出 [11]